# Stadium de Toulouse
Stadium de Toulouse (dawniej Stadium Municipal) – stadion piłkarski w Tuluzie we Francji. Oddany został do użytku w 1937 roku. Od tego czasu swoje mecze na tym obiekcie rozgrywa zespół Ligue 1 - Toulouse FC. Jego pojemność wynosi 35 472 miejsc. Rekordową frekwencję, wynoszącą 37 000 osób, odnotowano w 1999 roku podczas meczu ligowego pomiędzy Toulouse FC a Olympique Marsylia. W 2007 rozegrano spotkanie Japonia - Fidżi w ramach Pucharu Świata w rugby. Wygrało Fidżi 35 do 31.